# Sarcoscyphaceae
Famille
Les Sarcoscyphacées (Sarcoscyphaceae) sont une famille de champignons ascomycètes. Elle comprend 13 genres et 102 espèces. Les espèces sont assez cosmopolites car on en trouve aussi bien dans les régions tropicales que tempérées.

## Genres
- Aurophora
- Cookeina
- Desmazierella
- Geodina
- Kompsoscypha
- Microstoma
- Nanoscypha
- Phillipsia
- Pithya
- Pseudopithyella
- Sarcoscypha
- Thindia
- Wynnea